# Eli C.D. Shortridge

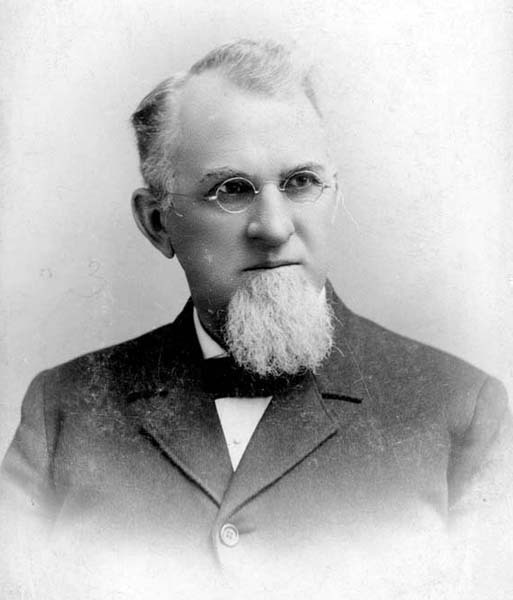
C.D. Shortridge.

Eli Charles Daniel Shortridge, född 29 mars 1830 i Cabell County i Virginia (nuvarande West Virginia), död 4 februari 1908 i Devils Lake i North Dakota, var en amerikansk politiker. Han var guvernör i delstaten North Dakota 1893–1895.
Shortridge växte upp i Missouri och flyttade 1882 till Dakotaterritoriet. Han gick med i Populistpartiet och vann 1892 års guvernörsval som obunden kandidat. Han fick stöd från populisterna, demokraterna och Farmers' Alliance trots att han nominellt ställde upp som obunden. Han tillträdde 3 januari 1893 som guvernör och efterträddes två år senare av Roger Allin.
Shortridge gravsattes på Devils Lake Cemetery i Devils Lake.